# Цыплят по осени считают
«Цыплят по осени считают» (латыш. Cāļus skaita rudenī), СССР, 1973 год — художественный фильм, рассчитанный на юношескую аудиторию.

## Сюжет
В Яунпилс, для учёбы в профтехучилище сельских механизаторов, съехались ребята со всей республики. Для воспитателя группы Звирбулиса это первый учебный год. Ему предстоит вместе со своими воспитанниками, пройти сложный путь овладения профессией.
Преподаватель Думс, с высоты своего двадцатилетнего стажа, рекомендует строить отношения с учениками на основе строгой дисциплины. Такой совет кажется молодому мастеру неверным, он предпочитает быть более гибким и терпимым. Союзником в таком подходе становится Иевиньш, самый опытный из педагогов.
На ежегодных соревнованиях будущие трактористы доказали правоту своего наставника, достойно защитив честь своего, ставшего родным, училища.

## В ролях
- Карлис Себрис — Иевиньш
- Янис Стрейч — Думс
- Янис Кайякс — Звирбулис
- Э. Авотс — Эджус
- Д. Пинка — Зента Лауциня
- М. Пумпуре — Рита
- М. Путниньш — Петерис
- Н. Юревиц — Виктор Майзитис
- В. Пуриньш — Алдис
- Рамонс Кепе — эпизод

## Съёмочная группа
- Сценарий: Андрей Дрипе
- Режиссёр: Ольгерт Дункерс
- Оператор: Микс Звирбулис
- Художник: Инара Антоне
- Композитор: Индулис Калниньш